# Совет-Квадже
Сове́т-Ква́дже — курортный микрорайон в Лазаревском районе муниципального образования «город-курорт Сочи» в Краснодарском крае.

## География
Микрорайон находится у побережья Чёрного моря, между реками Макопсе и Неожиданная. Расположен в 19 км к северо-западу от районного центра — Лазаревское, в 64 км к северу от Центрального Сочи, в 33 км к юг-востоку от Туапсе и в 130 км к югу от города Краснодар (по прямой). 
Через Совет-Квадже проходят федеральная автотрасса А-147 «Джубга-Адлер» и железнодорожная ветка Северо-Кавказской железной дороги, на которой функционирует платформа Смена.
Граничит с землями микрорайонов: Макопсе на северо-западе, Шхафит на востоке и Голубая Дача на юг-востоке. На западе микрорайон омывается водами Чёрного моря.
Совет-Квадже расположен в узкой приморской долине, которая тянется вдоль побережья Чёрного моря. Средние высоты на территории микрорайона составляют около 25 метров над уровнем моря. Высшей точкой в окрестностях микрорайона является гора Неожиданная (503 м), расположенная в верховьях одноимённой реки Неожиданная.
Гидрографическая сеть представлена в основном рекой Неожиданная и рядом мелких родниковых речек. Окрестные горы в основном покрыты сосновыми лесами с лиственными рощами. 
Климат в микрорайоне влажный субтропический. Среднегодовая температура воздуха составляет около +13,5°С, со средними температурами июля около +24,0°С, и средними температурами января около +6,0°С. Среднегодовое количество осадков составляет около 1400 мм. Основная часть осадков выпадает в зимний период. 

## История
Точная дата основания и переименования современного населённого пункта не зафиксировано документально. 
До 12 марта 1931 года село Совет-Квадже числилось в составе Макопсинского сельского Совета Туапсинского района Северо-Кавказского края. 
С 13 марта 1931 года по 15 января 1934 года село Совет-Квадже являлось административным центром Шапсугского национального района. 
28 октября 1958 года посёлок Сибирский был включён в состав села Совет-Квадже и исключён из списков населенных пунктов решением Краснодарского крайисполкома. 
10 февраля 1961 года Совет-Квадже был включён в состав города-курорта Сочи, с присвоением населённому пункту статуса внутригородского микрорайона. 

## Этимология
Название Совет-Квадже в переводе с адыгейского языка означает — «советское селение». 

## Образование
- МКОУ Средняя общеобразовательная школа № 84 — улица Сибирская, 9[3].

## Курорты
Главным санаторно-курортным объектом посёлка является — Оздоровительный Центр санаторий «Юг» принадлежащий ООО «Газпром добыча Астрахань». 
Во время Второй Мировой войны на территории санатория, где сейчас первый корпус, располагался госпиталь. До Октябрьской революции 1917 года — это была дача царского дворянина Гуаданини Ивана Алексеевича, потомка знаменитого итальянского рода скрипичных мастеров Гуаданини. Черноморское побережье до революции было излюбленным местом знатных дворян и аристократов того времени. В каждом прибрежном посёлке располагалось чьё-то имение.
В микрорайоне расположены пансионаты и санатории — Макопсе, Дружба, Пионер, Ромашка, Смена, Полярная звезда и другие.

## Улицы
Главная улица микрорайона — Сибирская, по которой проходит федеральная автотрасса А-147 «Джубга-Адлер».

| Бородина  |
| Виктория  |
| Высотная  |
| Вяземская |

| Дунайская |
| Есенина   |
| Жасминная |
| Куприна   |

| Пляжная   |
| Радищева  |
| Сибирская |
| Юннатов   |